# Скурдино (Опочецький район)
Скурдино (рос. Скурдино) — присілок в Опочецькому районі Псковської області Російської Федерації.
Населення становить 24 особи. Входить до складу муніципального утворення Пригородна волость.

## Історія
Від 2015 року входить до складу муніципального утворення Пригородна волость.

## Населення
| 2001 | 2002 | 2010 | 2012 | 2013 | 2014 | 2015 |
| ---- | ---- | ---- | ---- | ---- | ---- | ---- |
| 32   | ↘21  | →21  | ↘19  | →19  | ↗24  | →24  |
| 2016 |      |      |      |      |      |      |
| →24  |      |      |      |      |      |      |